# Kilnäbbad trädklättrare
Kilnäbbad trädklättrare (Glyphorynchus spirurus) är en fågel i familjen ugnfåglar inom ordningen tättingar.

## Utseende och läte
Kilnäbbad trädklättrare är minst av alla trädklättrare, endast 13–16 cm lång. Med den korta, kilformade näbben påminner den om uppnäbbar (Xenops), men har längre stjärt och spetsiga stjärtpennor. Karakteristiskt är också bröstteckningen med fläckar i ljusbeige. Lätet är torrt och gnissligt.

## Utbredning och systematik
Kilnäbbad trädklättrare har en mycket vid utbredning från södra Mexiko till Brasilien. Den placeras som enda art i släktet Glyphorynchus. Den delas in i tretton underarter med följande utbredning:
- pectoralis-gruppen
  - G. s. pectoralis – södra Mexiko (södra Veracruz) till Costa Rica och västra Panama
  - G. s. pallidulus – östra Panama och angränsande nordvästra Colombia (norra Chocó)
  - G. s. subrufescens – Panamas sydöstra Stilla havskust till västra Colombia och västra Ecuador
  - G. s. integratus – norra Colombia och västra Venezuela
- spirurus-gruppen
  - G. s. rufigularis – tropiska östra Colombia till södra Venezuela, nordöstra Ecuador och nordvästra Brasilien
  - G. s. amacurensis – nordöstra Venezuela (Delta Amacuro)
  - G. s. spirurus – nordöstra Venezuela, Guyana och det angränsande norra Brasilien
  - G. s. coronobscurus – södra Venezuela (Pico da Neblina i den sydvästra delen av Venezuela)
  - G. s. castelnaudii – tropiska östra Peru och västra Amazonområdet i Brasilien
- G. s. albigularis – sydöstra Peru (Puno) till norra Bolivia (La Paz och Cochabamba)
- cuneatus-gruppen
  - G. s. inornatus – södra Amazonområdet i Brasilien, från Madeira-floden till Tapajós-floden och södra Mato Grosso
  - G. s. pararensis – sydöstra Amazonområdet i Brasilien, söder om Amazonfloden (Tapajós-floden mot norra Maranhão)
  - G. s. cuneatus – kustnära östra Brasilien (från norra Bahia till norra Espírito Santo)

## Levnadssätt
Kilnäbbad trädklättrare hittas i städsegröna skogar i tropiska låglänta områden och lägre bergstrakter. Likt trädkrypare klättrar den uppför trädstammar på jakt efter insekter i barken, ofta i spiraler, varefter den flyger lågt till nästa stam för att påbörja en ny klättring. Fågeln ses ofta i artblandade kringvandrande flockar.

## Status och hot
Arten har ett stort utbredningsområde, men tros minska i antal, dock inte tillräckligt kraftigt för att den ska betraktas som hotad. Internationella naturvårdsunionen IUCN listar arten som livskraftig (LC). Beståndet uppskattas till i storleksordningen en halv miljon till fem miljoner vuxna individer.

## Bilder

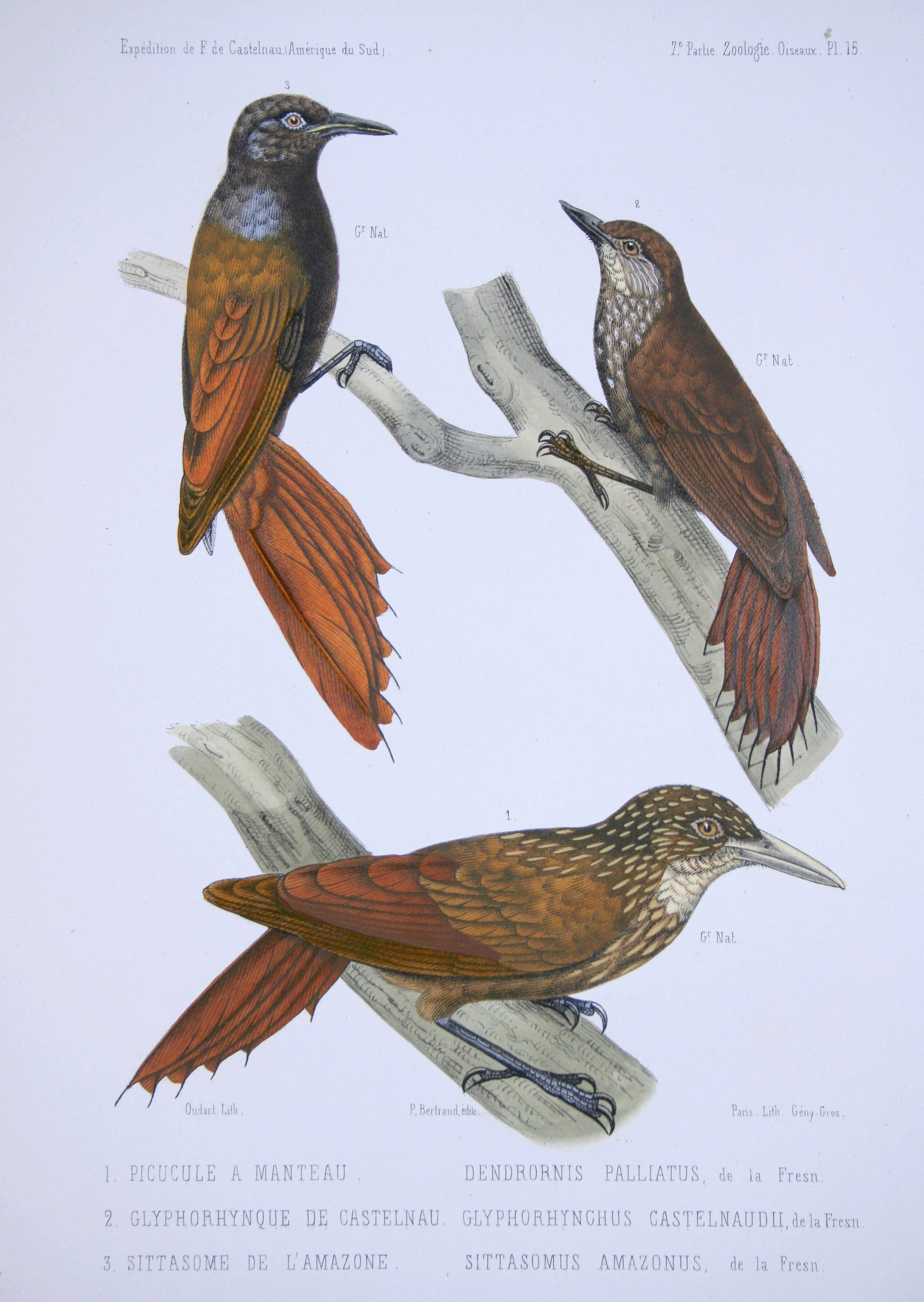
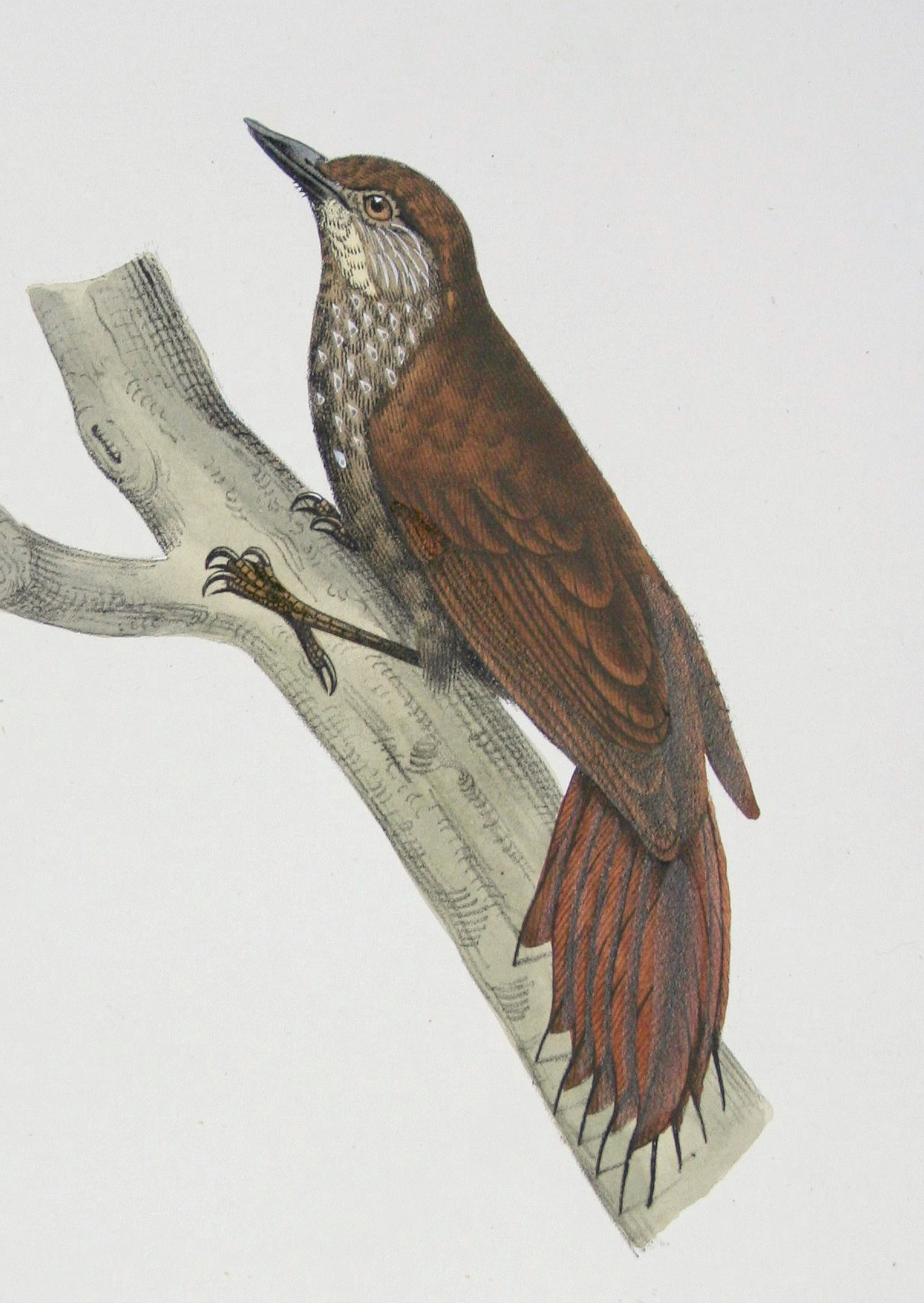
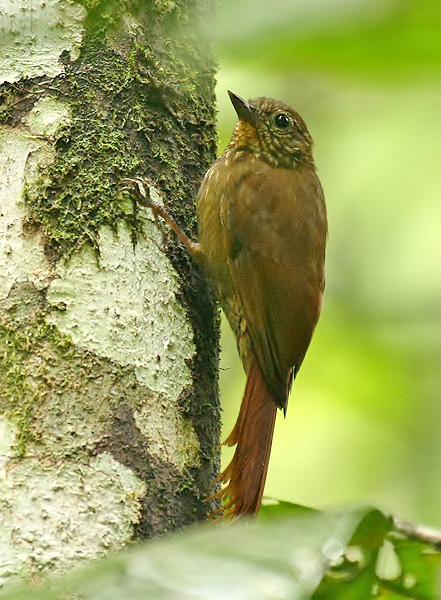